# Малий Кузьминець
Мали́й Кузьмине́ць (Малокузьмине́цький) — водоспад в Українських Карпатах (масив Зовнішні Ґорґани). Розташований на південний захід від села Стара Гута Івано-Франківського району Івано-Франківської області. 
Висота водоспаду — 4 м. Утворився в місці, де потік Малий Кузьминець (притока Бистриці Солотвинської) збігає кількома уступами по стрімкому скелястому обриву флішового типу. 
Водоспад є легкодоступним, проте маловідомим туристичним об'єктом.